# Молике Шойманов
Молике́ Шойма́нов (каз. Молыке Шойманов) — село у складі Отирарського району Туркестанської області Казахстану. Входить до складу Отрарського сільського округу.
До 2008 року село називалося Комунізм.
Населення — 1045 осіб (2021; 1105 у 2009, 1022 у 1999, 835 у 1989).